# Franz Weidenreich
Franz Weidenreich (Edenkoben, 7 juni 1873 - New York, 11 juli 1948) was een Duits anatoom en antropoloog van joodse afkomst, die bekend werd door zijn studie van en publicaties over de menselijke evolutie.
Weidenreich studeerde tot 1899 geneeskunde aan de Universiteit van Straatsburg. In 1904 werd hij daar zelf tot hoogleraar benoemd. Tot 1918 was hij daar werkzaam. Van 1921 tot 1924 was hij hoogleraar aan de Universiteit van Heidelberg. 
In 1928 richtte hij het Institut für Physische Anthropologie aan de Johann Wolfgang Goethe-Universiteit Frankfurt op. In 1934 bekleedde hij een gastleerstoel aan de Universiteit van Chicago en in 1935 werd hij de opvolger van zijn vakgenoot  Davidson Black als hoogleraar aan het Cenozoic Research Laboratory in Peking, China. Daar onderzocht hij de fossielen van de Pekingmens (Sinanthropus pekinensis, later Homo pekinensis), die tegenwoordig wordt gerekend tot Homo erectus. Van 1941 tot 1948 was hij medewerker van het American Museum of Natural History in New York.

## Publicaties
- Rasse und Körperbau. Julius Springer, Berlijn (1927)
- Rasse und Geist.  J.A. Barth, Leipzig (1932)
- Apes, giants and man. University of Chicago Press, Chicago (1946)